# Beatrice Veronese

a Compétitions nationales et continentales officielles uniquement.

b Matchs officiels uniquement.
Beatrice Veronese, née le 11 mars 1996 à Padoue (Italie), est une joueuse internationale italienne de rugby à XV évoluant au poste de troisième ligne aile. Elle joue en France, au RC Toulon PM.

## Biographie
Beatrice Veronese naît le 11 mars 1996 à Padoue en Italie.
C'est auréolée de trois scudetti consécutifs avec son club du Valsugana Padoue, de 2015 à 2017, qu'elle joue son premier match international avec l'Italie en novembre 2017 contre la France.
En 2022, elle fait partie des premières joueuses italiennes à bénéficier d'un contrat fédéral. Elle compte douze sélections en équipe nationale quand elle est retenue en septembre pour disputer la Coupe du monde en Nouvelle-Zélande.
Début 2024, elle est sélectionnée avec la nouvelle franchise du Benetton Trévise, qui joue deux rencontres face aux équipes espagnoles des Iberians. En mars, elle fait partie des joueuses mises sous contrat par la fédération italienne.

## Palmarès
- Vainqueur du Championnat d'Italie en 2015, 2016, 2017, 2022 et 2023.
- Finaliste du championnat d'Italie en 2024 et 2025